# Llista d'estats del Sacre Imperi Romanogermànic
Els estats del Sacre Imperi Romanogermànic entre els segles x (962) i el xix (1806) mai han estat quantificats. Al segle xviii eren uns 1.800 estats. Per tant, aquesta llista no és (ni probablement podrà ser mai) completa. Donat el nombre d'estats de tota mena (ducats, marcgraviats, landgraviats, ringraviats, electorats, comtats, burgavriats, bisbats o arquebisbats, abadies i monestirs) a Lorena, Alemanya, Itàlia, Silèsia, etc., sota autoritat feudal imperial o com a senyories, feus alodials o subfeus mediatitzats, no poden ser incloses en una sola pàgina i es troben per orde alfabètic.

## Claus i abreviatures de les llistes
En les llistes la columna "Cercle" mostra el Cercle Imperial (Reichskreis) al qual pertanyia l'estat. I la columna "Bancada" mostra quan l'estat fou representat a la Dieta Imperial del Sacre Imperi (Reichstag).
Quan a la columna "cercle" figuri "n/a" vol dir que l'estat havia deixat d'existir abans de la reforma imperial (Reichsreform).
Abreviatures utilitzades a la llista:
| Abp. | Arquebisbat                                                                                        |
| Bp.  | Bisbat                                                                                             |
| Co.  | Comtat                                                                                             |
| D.   | Ducat                                                                                              |
| Ldg. | Landgraviat                                                                                        |
| Mrg. | Marcgraviat                                                                                        |
| Pr.  | Principat                                                                                          |
| RA   | Reichsabtei (Abadia de l'Imperi, un monestir gaudint de Reichsunmittelbarkeit o autoritat imperial |

### En anglès
- The Arenberg Archives and Cultural Centre. "The Dukes of Arenberg".  Arxivat 2008-12-15 a Wayback Machine..
- Austrian Federal Ministry for Education, Science and Culture. "aeiou: The Annotable, Elektronic, Interactive, Osterreich (Austria), Universal Information System". .
- "Austrian and German Mediatized Houses, 1871-1919".
- "Braunschweig - Brunswick. A history". .
- Cahoon, Benjamin M. (2000–2006). "Europe Index" in WorldStatesmen.org. .
- Cawley, Charles (2006). "Medieval Lands: A prosopography of medieval European noble and royal families" (hosted by Foundation of Medieval Genealogy. .
- Dotor, Santiago (2004). "Historical Flags (Schleswig-Holstein, Germany)" in FOTW: Flags of the World Web Site. .
- "Freiburg's History for Pedestrians" (2006). .
- Graz, Thomas. "Thomas's Glassware Tour to Central Europe: Old Glasses from Old Europe" in German History Ring. .
- Hilkens, Bob (2000). "States and Regents of the World: An Alphabetical Listing of States and Territories and their Regents in the 19th and 20th Centuries". .
- "History of the House of Sayn".  Arxivat 2008-02-09 a Wayback Machine..
- Kane, Ed (2000). "Castle Directory: Alphabetical Listing of German Castles and Fortifications".  Arxivat 2012-02-19 a Wayback Machine.. Retrieved July 28, 2006.
- The History Files: Kingdoms of Europe Arxivat 2007-06-29 a Wayback Machine..
- "Lippe(-Detmold): Chronology of Lippe" in Genealogy.net. .
- Martinsson, Örjan. "Historical Atlas: Europe". .
- "Medieval German Counties".  Arxivat 2007-03-26 a Wayback Machine..
- "Milestones in Pomeranian History, with particular attention to Lauenburg and Buetow". . Retrieved June 26, 2006.
- Pantel, Mike (2000). "The History of Baden-Württemberg". [Enllaç no actiu].
- Principality of Liechtenstein. "Liechtenstein at a Glance: History".  Arxivat 2007-01-03 a Wayback Machine..
- Reitwiesner, William Addams (1998). "One of the major questions about the Mediatized Houses is the word 'Mediatized'. What does it mean?". .
- Rozn, Val (1999–2003). "The German Reigning Houses: Titles, territories, regnal chronologies". .
- Rozn, Val (2002). "The Imperial Nobility and the Constitution of the Holy Roman Empire". . Retrieved July 16, 2006.
- Rozn, Val (2002). "The Last Years of the Ancient Empire". .
- Sainty, Guy Stair. "European Royal Houses". .
- Sainty, Guy Stair. "The Knights of Saint John in Germany". .
- "Schaumburg-Lippe" in Genealogy.net. .
- "Sovereigns in Germany". .
- Voss, Hans Peter. "History of Schleswig Holstein". .

### En altres llengües
- Bursik, Heinrich (1998). "Die Herrschaft Hohenberg und die Markgrafschaft Burgau".  Arxivat 2006-02-21 a Wayback Machine.. For Google-translated English version [Enllaç no actiu]. Retrieved July 9, 2006.
- "Das Fürstenhaus Bentheim-Tecklenburg". . For Google-translated English version, see [Enllaç no actiu]. Retrieved July 11, 2006.
- Höckmann, Thomas (2006). "Territorial arrangement of North Rhine-Westphalia 1789". (Translation from the original in German through Google Search). [Enllaç no actiu]. (Excellent articles and links about the States of the Holy Roman Empire). Retrieved June 26, 2006.
- "Mittelalterliche Genealogie im Deutschen Reich bis zum Ende der Staufer". . Retrieved June 23, 2006.
- Ortwein, Friedrich J. "Die Herren zu Rappoltstein" (The Lords of Rappoltstein)".  Arxivat 2023-10-07 a Wayback Machine.. (For English translation: [Enllaç no actiu]). Retrieved June 25, 2006.
- "Die Reichsstände".  Arxivat 2006-06-15 a Wayback Machine.. Retrieved July 8, 2006.
- Wember, Heinz. "Die Genealogie (Genealogy) von Montfort: Bludenz, Bregenz, Feldkirch, Heiligenberg, Herrenberg, Langenargen, Pfullendorf, Rheinegg, Rothenfels, Sargans, Tettnang, Tosters, Tübingen, Vaduz, Wasserburg, Werdenberg, Zollern". . Retrieved June 23, 2006.
- List of imperial circles of 1532
- List of states of the Holy Roman Empire of 1521

## Mapes
- Höckmann, Thomas (2006). "Historical maps - Germany at the end of the 18th century". .
- Westermann, Großer Atlass zu Weltgeschichte (alemany) mapes molt detallats